# Theilheim
Theilheim é um município da Alemanha, situado no distrito de Würzburgo, no estado da Baviera. Tem 9,69 km² de área, e sua população em 2019 foi estimada em 2.371 habitantes.